# Orós Baixo
Orós Baixo (en castillan Orós Bajo) est un village de la province de Huesca, situé à environ quatre kilomètres au sud du village de Biescas, auquel il est rattaché administrativement, dans la Tierra de Biescas. Il compte 22 habitants en 2016 (INE). 
Le village compte une église de style mozarabe, dédiée à sainte Eulalie, très bien conservée et qui fait partie des quatorze églises du Serrablo construites entre le milieu du Xe siècle et le milieu du XIe siècle qui subsistent aujourd'hui ; elle a été classée comme bien d'intérêt culturel en 1982.[réf. souhaitée]

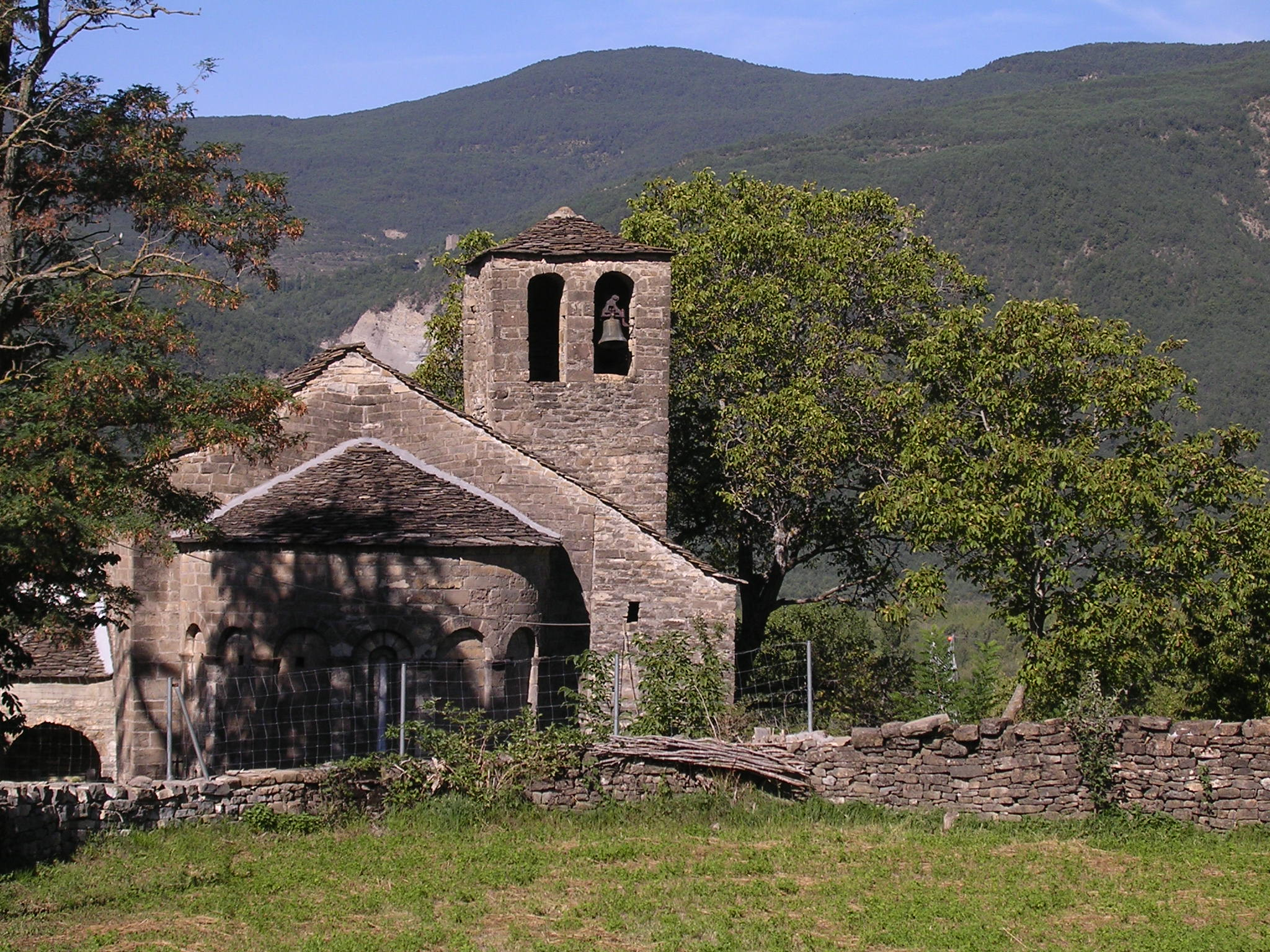
Église Sainte-Eulalie